# Каццола, Пьер Джорджо
Пьер Джорджо Каццола (итал. Pier Giorgio Cazzola; 4 марта 1937, Виченца, Венеция — 21 января 2001, Бадзано, Эмилия-Романья) — итальянский легкоатлет, выступавший в беге на короткие дистанции. Участник летних Олимпийских игр 1960 года.

## Биография
Пьер Джорджо Каццола родился 4 марта 1937 года в итальянском городе Виченца.
Выступал в легкоатлетических соревнованиях за «Фьямме Оро» из Падуи. Три раза становился чемпионом Италии в эстафете 4х100 метров (1961—1963).
В 1957—1961 годах выступал в девяти международных соревнованиях в составе сборной Италии.
В 1960 году вошёл в состав сборной Италии на летних Олимпийских играх в Риме. В эстафете 4х100 метров команда Италии, в которую также входили Армандо Сарди, Сальваторе Джанноне и Ливио Беррути, выиграла четвертьфинал с результатом 40,16 секунды, заняла 2-е место в полуфинале (40,29) и 4-е в финале (40,33), уступив 0,67 секунды завоевавшей золото ОГК.
Умер 21 января 2001 года в итальянской коммуне Баццано.

## Личный рекорд
- Бег на 100 метров — 10,3 (1959)[1]